# Довгопол Василь Микитович
Василь Микитович Довгопол (26 грудня 1919, Онуфріївка — 10 квітня 1981, Харків) — український історик, доктор історичних наук (з 1971) року, професор (з 1973 року).

## Біографія
Народився 26 грудня 1919 року в селі Онуфріївці (нині селище міського типу Кіровоградської області) у селянській сім'ї. У 1938–1939 роках — викладач української мови. У 1939–1941 роках — курсант військового училища, з 1941 року — командир взводу. У 1942–1943 роках — студент філологічного факультету Куйбишевського педагогічного інституту. У 1943–1944 роках навчався на історико-філологічному факультеті Казанського університету, у 1944—1948 роках — на історичному факультеті Харківського державного університету імені О. М. Горького.
У 1951–1958 роках — старший викладач кафедри історії СРСР і УРСР Харківського державного університету імені О. М. Горького. У 1953 році закінчив аспірантуру в цьому університеті, захистивши кандидатську дисертацію на тему: «Могутній Радянський Союз — запорука возз'єднання українського народу в єдиній українській державі». У 1958—1973 роках — доцент, з 1973 року — професор кафедри історії УРСР Харківського державного університету імені О. М. Горького. У 1971 році захистив докторську дисертацію на тему: «Робітничий клас України в роки соціалістичної індустріалізації (1926–1929 рр.)».
Був нагороджений медаллю «За перемогу над Німеччиною». Лауреат Державної премії УРСР в галузі науки і техніки (за 1985 рік, посмертно; за підручник «Історія Української РСР» у двох частинах, опублікованих у 1978 і 1982 роках).
Помер 10 квітня 1981 року у Харкові. Похований на тринадцятому міському цвинтарі Харкова (квартал № 3, ряд 6).

## Наукова діяльність
Основні теми наукових досліджень: індустріалізація України у 1920—1930-х роках, розвиток промисловості України у післявоєнні роки. Серед праць:
- Советская Украина в шестой пятилетке (Харків, 1957);
- Первые шаги индустриализации СССР 1926—1927 гг. (Москва, 1959);
- Научно-исследовательская работа в высшей школе: О работе историков Харьковского университета (Харків, 1963);
- Українська РСР в період завершення соціалістичної реконструкції народного господарства: Перемога соціалізму в СРСР (б/м, 1967; у співавторстві);
- Робітничий клас України в роки соціалістичної індустріалізації (Харків, 1971);
- Українська радянська історіографія про соцзмагання на Україні в роки першої п'ятирічки (Київ, 1972);
- Розвиток історичної науки на Україні, за роки Радянської влади (Київ, 1973);
- Історія Української РСР (Київ, 1982; у співавторстві);
- Джерелознавство історії Української РСР (Київ, 1986; у співавторстві).